# Medieval II: Total War: Kingdoms
Medieval II: Total War: Kingdoms je videohra, jejíž děj se odehrává ve středověku a novověku. Hráč se dostává do dob mečů a luků a postupem času se dopracuje až k mušketám. Hra je žánru strategie, ve které je nutno přemýšlet jak na bitevním poli tak i na mapě Evropy a Ameriky. Byla vydána v roce 2007 jako datadisk ke hře Medieval II: Total War.
Hra je součástí úspěšné herní série Total War.

## Teutonská kampaň
Zaměřuje se na oblast východní Evropy;, začíná v roce 1250. Točí se zejména kolem boje Řádu německých rytířů proti Litvě, ale jsou zde i jiné "frakce".
- Hratelné - Řád německých rytířů, Litva, Dánsko (pokud se spojí s Norskem přetvoří se v Kalmarskou unii), Novgorod
- Nehratelné - Polsko, Svatá říše římská, Norsko, Mongolové

## Křižácká kampaň
Bojujete na Blízkém východě; kampaň začíná v roce 1174. Děj se točí kolem Křížových výprav.
- Hratelné - Jeruzalémské království, Antiochijské knížectví, Egypt, Turci, Byzantská říše
- Nehratelné - Benátčané a Mongolové

## Americká kampaň
Je zaměřená na dobývání Nového světa; jádrem mapy je pak Střední Amerika a přilehlé oblasti. Je možné stát se evropským conquistadorem, nebo vůdcem jedné z domorodých frakcí. Hra začíná rokem 1521.
- Hratelné - Nové Španělsko, Aztécká říše, Mayové, Apačské kmeny
- Nehratelné - Tlaxcalané, Chichimecké kmeny, Tarascanové, během hry připlují do oblasti výpravy Anglie a Francie

## Britská kampaň
Mapa zabírá pouze Britské ostrovy; hra začíná rokem 1258. Území je rozdrobené a úkolem je ovládnutí země jednou z frakcí.
- Hratelné - Anglie, Skotsko, Wales, Norsko, Irsko

Během hry se v krizí zmítané Anglii vytvoří nová revoltující frakce Aliance baronů.